# Самотно дърво на хълма
„Самотно дърво на хълма“ (на английски: One Tree Hill) е американски драматичен сериал. Премиерата му е на 23 септември 2003, като се излъчва по канала The WB в САЩ до 3 май 2006. На 18 септември 2006 The WB се сливат с UPN и формират The CW, така че сериалът започва четвъртия си сезон по канал The CW на 27 септември 2006. „Трий Хил“ се снима в Уилмингтън, Северна Каролина. През януари 2012 г. започва деветият и последен сезон с 13 епизода.

## Персонажи

### Главни
- Лукас Юджийн Скот е син на Карън и Дан Скот и по-голям брат на Нейтън. Години по-късно, когато Лукас е на 18, майка му ражда сестричка от Кийт, с когото е сгодена – Лили Роу Скот. Страстта на Лукас е баскетбола. Когато той се мести в Трий Хил – малко градче се среща с Нейтън, Брук, Пейтън и Хейли. Той се влюбва в Пейтън, но се събира с Брук. След колежа Лукас пише първата си книга „Гарваните“. Втората му книга, „Кометата“, е посветена на Пейтън, използвайки надписът на колата ѝ – Comet. Четири години по-късно Лукас се сгодява за Линдзи, която редактира книгите му. Ала точно тогава Пейтън се завръща заедно с Брук от Лос Анджелис и той е изправен пред избор. Той осъзнава, че любовта му към Пейтън никога не е угасвала и избира нея. Двамата се оженват ден преди да се роди дъщеря им Сойър Брук Скот.

- Нейтън Ройъл Скот е син на Дебора Лий (Деб) и Дан Скот. Когато разбира за Лукас, не го приема добре, но впоследствие се сприятеляват. Нейтън се жени за Хейли и бракът им преживява много трудности. Той също като брат си изпитва голяма страст към баскетбола. Накрая Нейтън е приет в НБА. Нейтън и Хейли имат дете, Джеймс Лукас Скот и дъщеря, Лидия Боб Скот.

- Пейтън Елизабет Сойър е най-добрата приятелка на Брук Дейвис. След като майка ѝ е починала, тя заживява сама, защото баща ѝ пътува. Пейтън среща любовта в лицето на Джейк, но той я оставя, за да се бори за дъщеричката си. Пейтън е много емоционална и го изразява в рисунките си. След като бащата на Пейтън, Лари, ѝ казва, че е осиновена, тя открива истинската си майка, Елизабет (Ели) и се сближава с нея. По-късно нуава, че Ели има рак и с помощта на Хейли Джеймс и местните музикални групи сформира благотворително турне за подпомагане на борбата с рака на гърдата, като издават албум „Приятели с изгода“ (Friends with benefit). Макар турнето да има огромен успех, Ели се влошава и скоро след излизането на албума умира. По време на инцидент в гимназията Трий Хил, когато умира Кийт Скот, Пейтън е простреляна в крака от Джими Едуардс, някогашен приятел на Лукас Скот. Лукас открива Пейтън в билиотеката, където тя му признава, че е влюбена в него. Брук и Пейтън са имали конфликти относно Лукас, тъй като Пейтън два пъти е изказвала, че има чувства към него, като втория път продължава дълго време. При спечелването на плейофите Лукас казва на Пейтън, че тя е човекът, с когото иска да бъде, когато изживява мечтите си и тогава поставят ново начало. След завършването на гимназията Пейтън се мести в Лос Анджелис, където работи в звукозаписна компания. Един ден Лукас я посещава и ѝ предлага брак, но тя се опитва да му обясни, че не е готова за това, ала нещата се объркват и на следващата сутрин Лукас се прибира съкрушен в Трий Хил. Две години по-късно Пейтън и Брук (която междувременно разраства дизайнерската си компания в Калифорния) се завръщат в Трий Хил, където разбират, че Лукас ходи с Линдзи. Пейтън основава музикалната компания Red Bedroom Record, а изестно време с Линдзи са в обтегнати отношения, докато накрая първата решава да остави Лукас, защото го обича. В деня на сватбата им Линдзи оставя Лукас, казвайки му, че всъщност обича Пейтън, а не нея, а той е сигурен, че е щял да направи грешка. Много скоро след това Лукас и Пейтън се събират, а по-късно и сгодяват. Пейтън забременява, ала още в началото на бременността двамата разбират, че тя има плацента превия – това означава, че по време на бременността може да има проблеми и има вероятност да умре при раждането. Пейтън, колкото и да се страхува, отказва да направи аборт и скришом от Лукас прави капсула на времето за детето си – събира свои рисунки, запечатали най-важните моменти в живота ѝ, записва касети с послания и оставя плочите си. Ала Лукас я хваща и тогава двамата провеждат разговор, в края на който решават да задържат детето и да се справят с всичко, а също и да се оженят. Вечерта, след като са се оженили, Пейтън получава кръвоизлив и припада, след което е отведена в болница, където чрез операция ражда момиченце – Сойър Брук Скот, и след това изпада в четиридневна кома.

- Брук Пенелъпи Дейвис е най-добра приятелка с Пейтън. Нейното семейство е богато, поради което тя обожава да пазарува. Има весел и забавен характер и е голяма купонджийка. Тя прави своя собствена марка дрехи „Дрехите пред мъжете“ (Clothes over bros) която има голям успех. Брук осиновява болно момиченце, Анджи, но тя е при нея за кратко. По-късно, вследствие на това, че е откраднала дреха от магазина ѝ, се запознава с тийнейджърката Саманта Уокър, и след опознаването им Брук я кани да живее с нея като нейна дъщеря, а по-късно решава и да я осинови. Но и тя като Анджи си тръгва, ала след като открива истинската си майка. Брук обаче не остава сама – тя открива любовта на живота си, Джулиан (Той продуцира Филм по книгата на Лукас и е имал връзка с Пейтън за кратко по време на престоя ѝ в Лос Анджелис). Брук се жени за режисьорът Джулиан Бейкър и им се раждат момчета-близнаци – Дейвис и Джуд.

- Хейли Боб Джеймс Скот е най-добрата приятелка на Лукас и по-късно съпруга на Нейтън. Тя е умна и не много популярна. Пейтън ѝ помага да разкрие певческия си талант и тя започва кариера рамо до рамо с Крис Келър. Това създава пречки на брака ѝ с Нейтън и накрая, когато тя трябва да избере едно от двете, таланта или любовта, тя решава да избере второто. Тя се жени за Нейтън на седемнадесетгодишна възраст, а в последната си година в гимназията забременява. В деня на завършването, когато изнася речта си, водите ѝ изтичат. Тя ражда малко момченце Джеймс Лукас Скот. Тя избира любовта, но Пейтън основава музикалната компания Red Bedroom Record и излиза първият албум на Хейли. Тя има син Джеймс Лукас Скот и дъщеря Лидия Боб Скот.

- Дан Скот е съпуг на Деб и баща на Лукас и Нейтън. Той е председател на Скот Моторс. Известен е с арогантността си, готов е на всичко, за да победи. В миналото е играл баскетобол. Но в настоящето той става кмет на Трий Хил. Но се предава на властите, защото той е убил своя брат, чичо на Лукас и Нейтън и баща на малката Лили. След като излежава присъдата си той излиза, но всички го ненавиждат затова което е направил. Но не е само това Той разбира, че му остават 6 месеца живот, ако не му трансплантират ново сърце. Година по-късно се жени за Рейчъл Гатина.

- Дебора Хелън Лий Скот е съпруга на Дан и майка на Нейтън. Тя има проблем с хапчетата, заради съпруга си, който не се отнася добре с нея. Деб обаче се сприятелява с Карън и помага да развие малкото си кафене.

- Карън Роу е майка на Лукас. Притежава малко кафене, което Деб финансира, а Хейли работи като сервитьорка, и което основава след раждането на Лукас с помощта на Кийт Скот, който ѝ помага в отглеждането на момчето. Тя и Кийт се влюбват, а по-късно се сгодяват, и когато Кийт умира, Карън разбира, че е бременна със сестричката на Лукас – Лили Роу Скот. Тя не е в добри отношения с Дан, който не признава Лукас и го намразва още повече, когато отнема още един баща на децата ѝ – а именно убива Кийт.

- Кийт Алан Скот е брат на Дан Скот. Кийт никога не е бил добър в баскетбола, за разлика от брат си. След като предлага първият път брак на Карън и тя отказва той се среща с друго момиче. Оказва се, че Дан я е наел, за да му разбие сърцето. След като това става, той временно изчезва. Когао Лукас е на 17, Кийт се връща, възстановявайки отношенията си с Карън и отново ѝ предлага, като този път тя приема. Ала при инцидент в гимназията Трий Хил, Кийт бива убит от брат си Дан.

- Марвин „Маут“ Макфадън е един от най-добрите приятели на Лукас Скот. Той води коментарите по баскетболните мачове и след завършването работи в телевизията. След завъешването на гимназията той започва работа в местната телевизия. Б.Дейвис гозапознава с асистенката си Мили и се влюбва в нея. Но след това се разделя с нея, но след това се събират отново.

- Антоан „Скилс“ Тейлър е един от най-добрите приятели на Лукас Скот. След завършването на гимназията той става помощник на Лукас, който заема поста треньор на баскетболния отбор. За кратко има любовна афера с Деб Скот, която Нейтън не одобрява. След като Деб къса с него, той започва да излиза с учителката на Джейми, сина на Хейли и Нейтън, г-ца Лорън. Почва да тренира отборът по баскетбол за деца в, който играе и Джейми.

### Второстепенни
- Джейк Джигелски е голямата любов на Пейтън. След като той и Ники си раждат дете, а тя го зарязва, след време Ники иска да си върне детето. На малката Джени обаче и е по-добре при баща и. След многобройни скандали и съд, Джейк трябва да открие дъщеря си. Накрая той я намира, но не се връща при Пейтън, а остава при Ники и така двамата се разбират как ще продължи живота на Джени.

- Рейчъл Вирджиния Гатина се премества в гимназията Трий Хил в предпоследната учебна година. Постъпва в отбора на мажоретките, където веднага влиза в конфликт с капитанката Брук Дейвис. Рейчъл е злобна наглед, ала всъщност тя е добронамерена, решена да се държи така, тъй като в миналото е имала много трудности и е била слаба. По-късно обаче тя се сприятелява с Брук и Маут, ала не е в добри отношения с Хейли, която не може да я търпи, тъй като Рейчъл преписва отговорите от тестовете и благодарение на това ѝ действие Хейли губи работата си в преподавателския център, тъй като бива заподозряна, че е дала ключа на Гатина. Рейчъл се появява четири години по-късно, когато Брук се завръща в Трий Хил и разбира, че приятелката ѝ се е забъркала с наркотици.

- Брайън „Уайти“ (Белия) Дърам е треньор на баскетболния отбор от почти 40 години в гимназия Трий Хил. Съпругата му Камила умира от рак седемнадесет години по-рано. Той няма деца, въпреки че приема Лукас, Нейтън и Кийт като свои синове.

- (Michael Copon) Феликс е новият в квартала. Той и Брук имат кратка афера, но той се влюбва в нея, което е против правилата на Брук. Но не е само това. Щом Брук е разбрала, че Феликс написва „Лесбо“ на шкафчето на Пейтън, тя вдига скадал и двамата късат. По същото време Феликс е изключен от училище и принуден да отиде във военно.

- Ана е сестрата на Феликс. Тя се сближава много с Пейтън, която ѝ помага да открие и превъзмогне факта, че е обратна. Накрая Ана се стяга и признава на родителите си, че е обратна и че иска да се върне в старото училище при приятелката си.

- Крис Келър е музикант, който помага на Хейли да покаже таланта си, но той се влюбва в нея и я моли да тръгне с него. Тя отказва, но Крис идва на концерт в Трий Хил и тогава Хейли не се колебае и тръгва с него. След като Хейли се завръща отново при Нейтън, те имат трудности. Нейтън се обажда на Крис, за да го накара да помогне на Хейли с музиката и да се увери, че тя няма да тръгне с него „отново“. Крис има слава на лъжец, ала винаги след като забърква кашата, той си признава всичко.

- Ники е имала кратка афера с Джейк, след което е забременяла от него. Когато се ражда малката Джени Ники я изостява при Джейк. Той се грижи за нея докато Ники не се връща отново и иска да си прибере Джени. Накрая успява да я открадне от Джейк и бяга с нея.

### Някои факти към имената
- Пейтън Сойър, Хейли Джеймс и Брук Дейвис дават фамилиите си като първи имена на децата си, съответно малката Сойър (Пейтън), момчето Джеймс (Хейли) и Дейвис (единият от близнаците на Брук).
- Хейли кръщава сина си Джеймс Лукас Скот, защото иска името на детето ѝ да съдържа имената на двамата ѝ най-любими мъже – братята Лукас и Нейтън, както и собствената ѝ фамилия в чест на семейството си.
- Пейтън кръщава дъщеря Сойър Брук Скот, като второто име е в чест на приятелката ѝ Брук.
- Второто дете на Хейли, Лидия Боб Скот, получава името на баба си Лидия и второто име на майка си – Боб, която е била кръстена на семейната котка Боб, рижава като Хейли.

## Основни теми Трий Хил
Темите на които е базиран телевизионния сериал „Трий Хил“ са такива като любов, приятелство, съперничество и приятелство, и ни показва причините, които стоят зад тях. Neal Solon на DVD Verdict обясни: „Голяма част от шоуто се основава на грешките на родителите на тийнейджърите, които са направени по време на ученическия им живот.“. Две от най-известните теми са баскетбола и романтиката.

### Баскетбол
Баскетболът е основен аспект на шоуто, създава атмосфера на мъжественост и привлича мъжката част от зрители. TheCinemaSource.com сподели от началото на шоуто: „Единственото нещо, което може да забележите е странния училищен живот на тийнейджърите, който е силно фокусиран върху баскетбола и мажоретките.“ Единственият учител за тях е треньора Уайти.
Марк Шуон заяви: „Доста често баскетболните мачове са като престъпление за нас, или че сме в съдебната зала, полицейското управление, или в операционната зала. Игрището беше като наш дом.“ Той казва, че в други предавания рядко се фокусират върху съдебното дело или медицинските проблеми, които интересуват хората. „За нас това е баскетбола. Той никога не е бил само за да се играе, а за това, какво се случва с хората, когато наближава игра или турнир.“
Във втория сезон драмата в баскетбола е изцяло премахната, като ръководителите смятат, че повече е насочено към мъжката аудитория. David Janollari, представителния президент на The WB, преписва успеха на второкурсник от шоуто, за да смени фокусирането от побъркващия мъжки спортен сюжет към историите за неговите момичета. Той усети, че има време да се върне назад, за да разбере реакцията на публиката и тогава Schwahn съобрази шоуто спрямо тях. Сподели: „Много от момичетата гледат шоуто. В първия сезон, момичетата са били нещо като предрасъдаци на момчетата.“ Продуцентите Джо Давола и Марк Шуон са съгласни с идеите „Сексът продава“ и „Тяло за печалба“. One tree hill може да си позволи по-малко време на баскетболното игрище, повече за сюжета базиран на секс и наркотици. Липсата на баскетболната драма обаче намалява мъжката гледаемост. В интервюто си през 2006 г. Schwahn каза: „През втория сезон не показахме никакъв баскетбол, който всъщност беше до края на тяхната учебна година и усетих, че шоуто затъна малко.“

### Романтика
Шуон направи любовна афера между Лукас и Пейтън, която стана главна тема в шоуто и каза, че е устроил свят, където Пейтън и Лукас са били предназначени да бъдат заедно. Той описа връзката им като „две деца, носещи товара на почти целия свят“. Главното за тях е „Как да се научим да бъдем щастливи, в този свят изпълнен с тъга? Чувстваш ли се виновен щом си щастлив?“. В шоуто има добавена сцена как Лукас спасява Пейтън многократно от отчаянието и опасните ситуации, дори понякога и самата нея.
Правейки Лукас и Пейтън главна любовна история в шоуто се създава съперничество между феновете им и тези на Брук, които всъщност искат да видят Лукас и Брук заедно. „Това са два много страстни лагери, дори самият аз го осъзнавам.“ – призна Schwahn. Той сподели, че въпреки планираното от самото начало Лукас и Пейтън да са заедно, това не изключва че Брук и Лукас може да завършат заедно и е бил наясно за „великата химия“ между техните персонажи. Любовният триъгълник между Брук-Лукас-Пейтън също е било планирано и се е превърнало в неизменна част от шоуто. „Като огромен фен на Пейтън и Лукас се чувствам леко предаден от огромната тълпа, която подкрепя Лукас и Брук.“ – каза Schwahn – „Това ми казва, че сме направили нещата правилно – показахме силата на любовния триъгълник.“
Мисълта, че феновете могат да се почувстват предадени беше изразено за пръв път втория сезон, серия озаглавена „Не ме приемай за даденост“, в този момент Лукас осъзнавайки се казва, че момичето му се „изплъзва“ и трябва да признае любовта си, но вместо да отиде в къщата на Пейтън, той се появява в тази на Брук. И двата „лагера“ от фенове не са привързани към идеята за „изплъзващото“ се момиче Брук, откакто Пейтън бе тази в която се влюби Лукас още от първия сезон.
Другият любовен сюжет е създаден между Нейтъй и Хейли, които се очертават да бъдат „супер двойката“. James Lafferty, в ролята на Нейтън Скот, каза: „Шуон винаги казва, че има скрит коз през цялото време. Докато пишеше сценария го планираше, наистина не знаеше как ще успея и какво ще се случи. Но получихме добри отзиви за историята, че чак аз самият се чудя на какво основание.“ Въпреки това, Лафърти е казал, че съществува реална връзка между Нейтън и Хейли, която започва с измама и предателство, превръщайки се в истинска любов. Така че, той мисли че феновете наистина са се пренесли в тази история и наистина се забавляват да я гледат. Шуон нарича тази двойка „златна“ и каза: „Аз наистина обичам Нейтън и Хейли, както и голяма част от публиката.“ Те винаги са биле най-стабилната двойка в шоуто и затова феновете ги обожават. Те намират много пречки по пътя си, но въпреки всичко успяват да запазят любовта си, преодолявайки ги с лекота.

## Трий Хил дискография
Музиката играе значителна роля в сюжета и движението на сцените в цялата шоуто. Шуон разкрива, че всеки епизод е кръстен на определена песен, група или албум, който има нещо общо с темата на епизода.
Включени са три саундтрак албуми:
1. One Tree Hill – Music From The WB Television Series, Vol. 1
2. Friends with Benefit: Music from the Television Series One Tree Hill, Volume 2
3. The Road Mix: Music from the Television Series One Tree Hill, Volume 3

## „Трий Хил“ в България
В България сериалът започва излъчване по Канал 1 през 2005 г. През 2007 г. първи сезон започва наново, а през 2008 г. продължава по обновения БНТ 1. На 8 май 2009 г. започва трети сезон с разписание през делничните дни от 19:00 и приключва на 25 юни. На 12 август 2010 г. започва четвърти сезон, всеки делник от 19:00 и завършва на 15 септември. На 16 септември започва пети сезон със същото разписание и приключва на 19 октомври. На 12 март 2012 г. започва шести сезон, всеки делник от 19:00 и завършва на 19 април. На 6 юли 2013 г. започва седми сезон, всяка събота и неделя от 19:00. Ролите се озвучават от артистите Христина Ибришимова, Мая Кисьова, Ася Братанова от трети сезон, Силви Стоицов, Илиян Пенев, Стефан Димитриев и Георги Георгиев – Гого в първи сезон.
На 22 октомври 2011 г. започва шести сезон по БНТ 2 с разписание, всяка събота и неделя от 20:00. По-късно е излъчен и седми сезон. От 2 февруари 2014 г. до 5 юли се излъчват премиерно осми и девети сезон с разписание всяка събота и неделя от 20:00. От 2 октомври започват отново повторения на осми и девети сезон с разписание всеки делник от 20:00 и завършват на 23 ноември.
През същата година поредицата започна и по Fox Life, като преводът на заглавието е „Трий Хил“ и озвучаващият екип е сменен. Втори сезон започна през 2009 г. На 11 ноември започна трети сезон. Четвърти сезон започна на 6 януари 2012 г. с разписание, всеки петък от 21:00 по два епизода и завърши на 16 март. Пети сезон започна на 23 март със същото разписание. Дублажът на първи и втори сезон е на студио Александра Аудио. Ролите се озвучават от артистите Петя Абаджиева, която е за кратко е заместена от Мина Костова, Елена Бойчева, Александър Воронов, Мариан Бачев и Николай Пърлев. От трети сезон е с дублажа на БНТ, като заглавието „Самотно дърво на хълма“ е заместено с „Трий Хил“.